# Bít tết pho mát
Bít tết pho mát (còn được gọi là bít tết pho mát Philadelphia, bít tết pho mát Philly, sandwich bít tết pho mát, hoặc bít tết và pho mát) là một loại bánh sandwich được làm từ những miếng bò bít tết thái mỏng và phô mai nấu chảy, rồi nhét vào một ổ bánh mì hoagie dài. Đây là một món ăn nhanh phổ biến trong khu vực và có nguồn gốc từ thành phố Philadelphia, thuộc bang Pennsylvania của Hoa Kỳ.

## Lịch sử

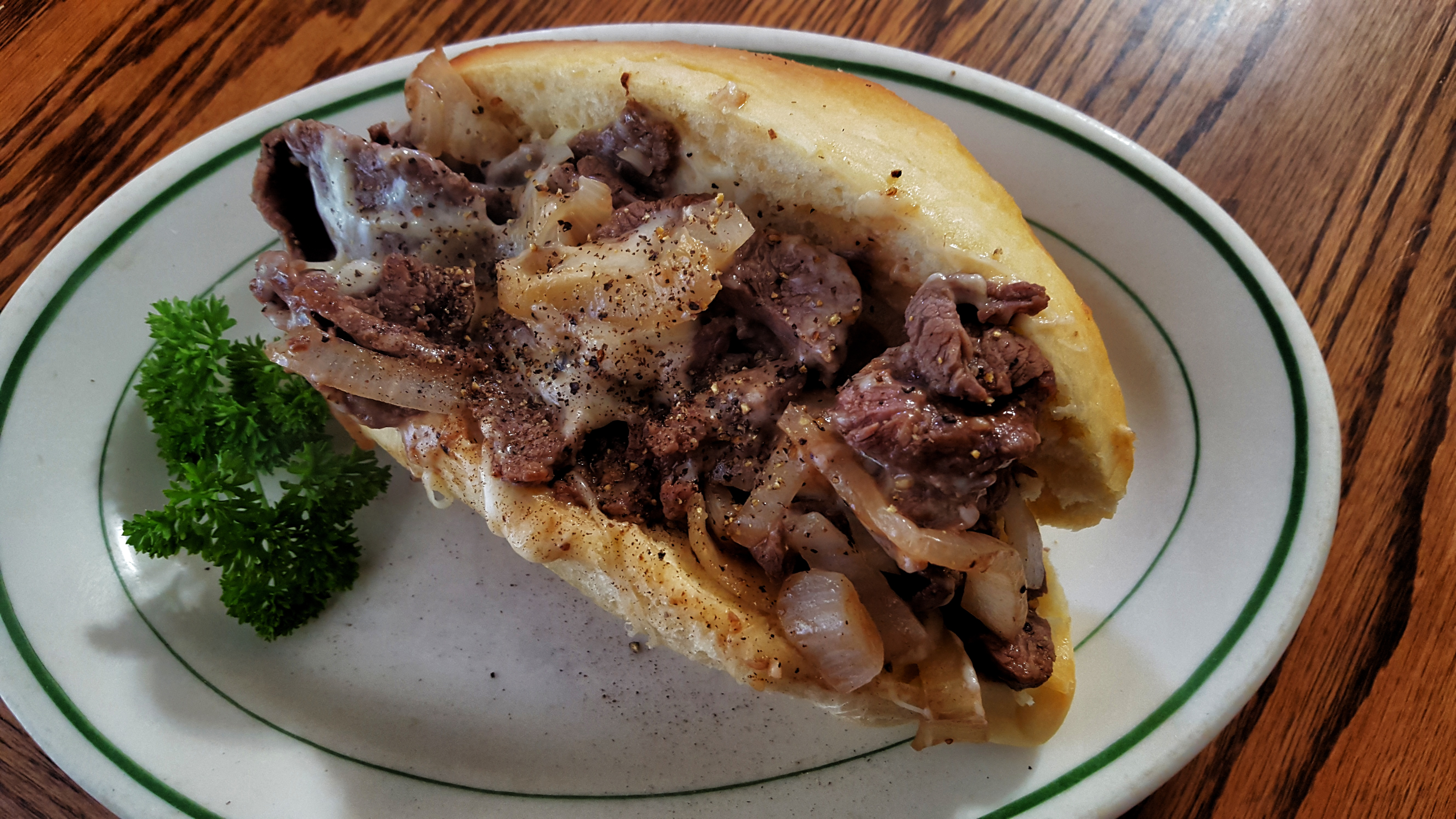
Bít tết pho mát trong một cái dĩa

Món bít tết ra đời vào đầu thế kỷ 20 "bằng cách kết hợp thịt bò rán, hành tây và pho mát trong một ổ bánh mì nhỏ", theo danh mục triển lãm năm 1987 do Công ty Thư viện Philadelphia và Hiệp hội Lịch sử Pennsylvania xuất bản.
Các cư dân Philadelphia Pat và Harry Olivieri thường được ghi nhận là người đã phát minh ra món bánh mì sandwich, bằng cách cho bít tết cắt nhỏ vào bánh mì vào đầu những năm 1930. Câu chuyện chính xác đằng sau việc tạo ra món ăn vẫn còn gây tranh luận, nhưng trong một số bản báo cáo, Pat và Harry Olivieri ban đầu sở hữu một quầy bán hot dog, và trong một lần, họ quyết định làm một chiếc bánh sandwich mới bằng thịt bò băm nhỏ và hành tây nướng. Trong lúc Pat đang ăn bánh sandwich thì một tài xế taxi dừng xe và tỏ ra thích thú với nó, vì vậy anh ấy đã yêu cầu một ổ bánh cho mình. Sau khi ăn xong, tài xế taxi đề nghị Olivieri nên bỏ nghề làm hot dog mà thay vào đó tập trung vào món bánh sandwich mới. Họ bắt đầu bán biến thể của sandwich bít tết này tại quầy bán xúc xích gần Chợ Ý ở Nam Philadelphia. Chúng trở nên nổi tiếng đến mức Pat đã mở nhà hàng của riêng mình mà ngày nay vẫn hoạt động với tên gọi Pat's King of Steak. Bánh mì sandwich ban đầu được chế biến không có pho mát; Olivieri cho biết Joe "Cocky Joe" Lorenza, một người quản lý tại khu vực Ridge Avenue đã cho thêm pho mát provolone vào món bánh.
Bít tết pho mát đã trở nên phổ biến tại các nhà hàng và xe bán đồ ăn trên khắp thành phố, với nhiều địa điểm thuộc quyền sở hữu độc lập do gia đình tự quản. Các biến tấu của bít tết pho mát hiện đang phổ biến trong một số chuỗi nhà hàng thức ăn nhanh. Các phiên bản của loại sandwich này cũng có thể tìm thấy tại các nhà hàng cao cấp. Nhiều cơ sở bên ngoài Philadelphia gọi món bánh mì này là "Pho mát Philly".

## Miêu tả

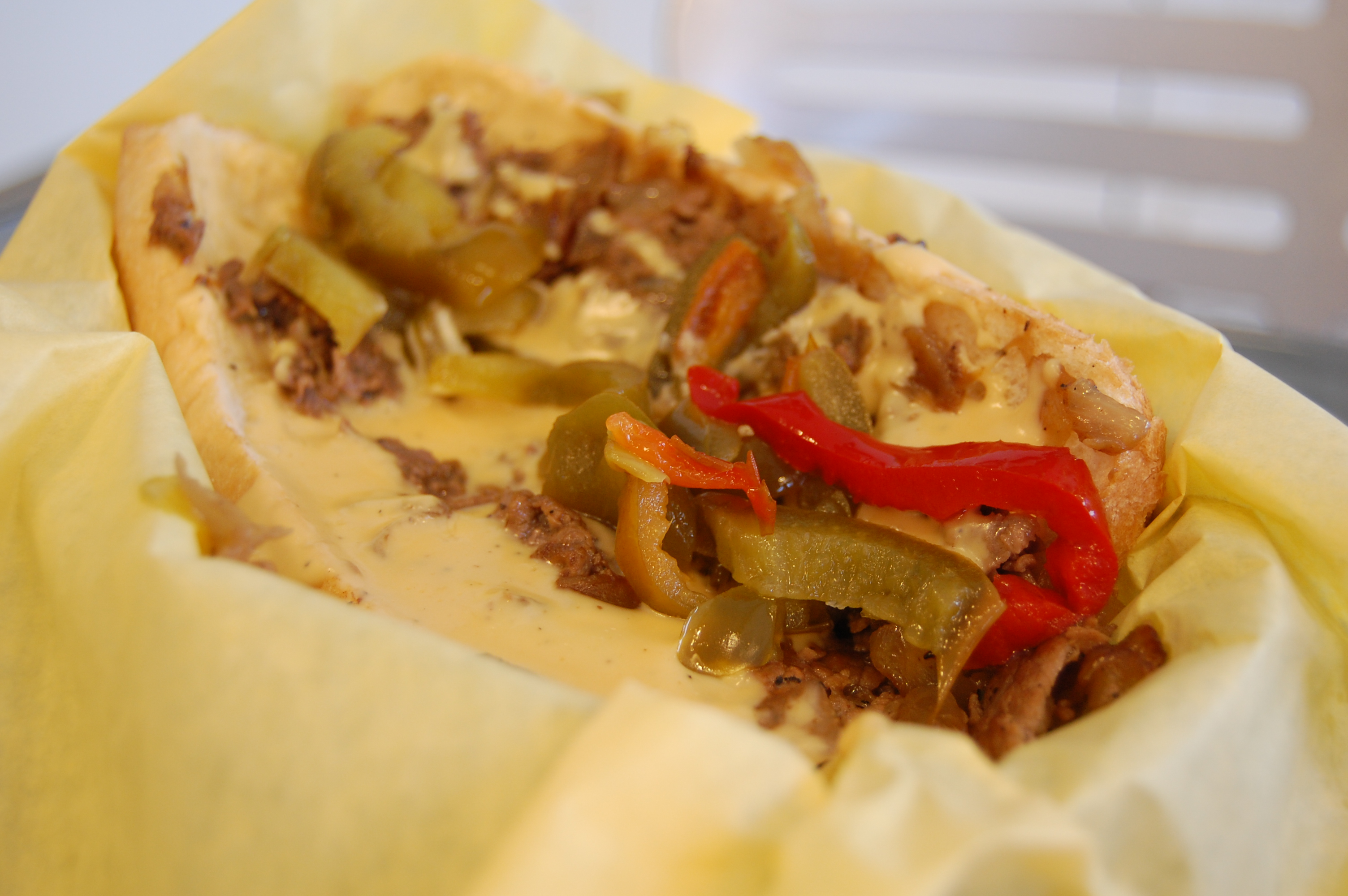
Các topping của món bánh

### Thịt
Loại thịt truyền thống sử dụng cho món ăn là phần sườn nạc lưng hoặc phần trên được thái lát mỏng, mặc dù các phần thịt bò khác cũng thường hay được sử dụng. Trên chảo nướng, chúng được phết dầu nhẹ ở nhiệt độ trung bình và các lát bít tết sẽ nhanh chóng chín vàng, rồi sau đó dùng thìa dẹt cuộn thành những miếng nhỏ hơn. Kế đến, các lát pho mát được đặt lên trên thịt, để cho tan chảy, sau đó đặt cuộn thịt lên trên pho mát. Tiếp theo, dùng thìa xúc hỗn hợp này và ép thành cuộn rồi cắt đôi.
Các món ăn bổ sung bao gồm hành tây xào, tương cà, nước sốt nóng, muối và hạt tiêu đen.

### Bánh mì
Ở Philadelphia, pho mát luôn luôn được đặt lên trên bánh mì cuộn hoagie. Trong một số thương hiệu, có lẽ nổi tiếng nhất là bánh cuộn Amoroso; những cuộn bánh này dài, mềm và hơi mặn. Một nguồn tin viết rằng "một miếng pho mát thích hợp bao gồm provolone hoặc Cheez Whiz được cuộn trên cuộn bánh Amoroso và nhồi với thịt nướng cạo mỏng", trong khi một độc giả gửi thư cho một tạp chí Indianapolis, than thở về việc không có sẵn pho mát ngon, đã viết rằng "việc nhắc đến đến cuộn bánh Amoroso khiến tôi rơm rớm nước mắt."  Sau khi bình luận về các cuộc tranh luận, rằng các loại pho mát và bít tết "cắt nhỏ hay cắt lát", "Risk and Insurance đã tuyên bố "Điều duy nhất mà hầu như mọi người đều đồng ý, là tất cả phải được đặt lên một cuộn bánh Amoroso mới nướng." 

### Pho mát

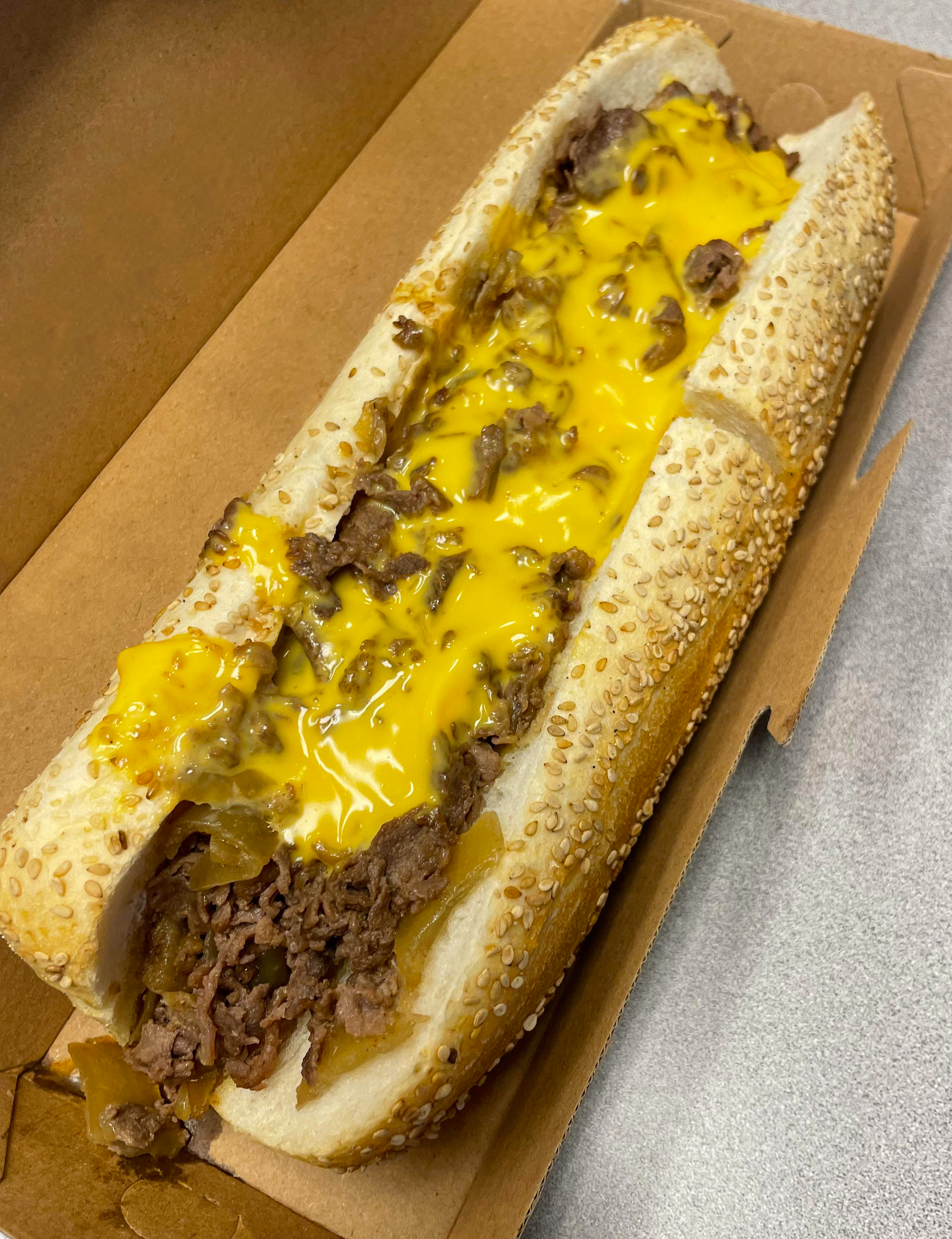
Một ổ bánh mì ăn kèm Cheez Whiz và hạt mè

Pho mát Mỹ, Cheez Whiz và provolone là những loại pho mát được sử dụng phổ biến nhất, đồng thời là các sản phẩm từ pho mát thường được đưa vào món bít tết pho mát Philly.
Pho mát trắng của Mỹ, cùng với pho mát provolone, là những món ăn được yêu thích do hương vị nhẹ và độ đặc vừa phải. Một số cơ sở làm tan chảy pho mát Mỹ để đạt được độ đặc như kem, trong khi những cơ sở khác đặt các lát lên trên thịt, để chúng hơi nóng chảy.
Cheez Whiz, lần đầu tiên được bán trên thị trường vào năm 1952. Một bài viết năm 1986 của New York Times gọi Cheez Whiz là "một thứ tất yếu của những tín đồ bít tết pho mát."
Năm 2003, khi đang tranh cử Tổng thống Hoa Kỳ, John Kerry đã thực hiện một điều mà người khác coi là giả dối, khi ông vận động tranh cử ở Philadelphia và đến Pat's King of Steaks rồi gọi một món bít tết với pho mát Thụy Sĩ.

## Các biến thể
- Pho mát gà làm bằng thịt gà thay vì thịt bò [23]
- Pho mát nấm là một loại pho mát được phủ nấm [24][25]
- Bít tết pho mát hạt tiêu là món bít tết pho mát phủ ớt chuông xanh, ớt anh đào cay, ớt cay dài hoặc ớt ngọt [14]
- Pizza bít tết là một loại bít tết pho mát phủ sốt marinara cùng pho mát mozzarella và có thể được nướng với gà thịt [26]
- Hoagie bít tết pho mát có xà lách và cà chua ngoài các thành phần trong sandwich bít tết truyền thống, và có thể chứa các thành phần khác thường phục vụ chung với món hoagie.[27]
- Bít tết pho mát thuần chay là một loại bánh sandwich thay thế bít tết pho mát bằng các nguyên liệu thuần chay, chẳng hạn như nấm seitan hoặc nấm cho bít tết, riêng pho mát thì làm từ đậu nành.[28][29][30][31]
- Milano bít tết là một loại bít tết có chứa cà chua nướng (hoặc chiên) cùng rau kinh giới cay [32]
- The Heater được phục vụ tại các trận bóng chày Phillies ở Công viên Ngân hàng Công dân, trong đó người chế biến phủ ớt jalapenos, nước sốt Buffalo và cheddar jalapeno.[33][34]